# إجهاد متبقي
الإجهادات المتبقية هي إجهادات تبقى بعد إزالة السبب الأساسي لحدوث الإجهادات مثل القوى الخارجية والتدرجات الحرارية. تبقى هذه الإجهادات في المقطع العرضي للعنصر حتى بعد زوال المسبب الخارجي. تحدث الإجهادات المتبقية لعدة أسباب تشمل التشوهات غير المرنة والمعالجة الحرارية. الحرارة الناتجة من اللحام قد تسبب تمدد محلي أثناء اللحام إما في المعدن المصهور أو في الأجزاء الملحومة. عندما تبرد الأجزاء الملحومة فإن الأجزاء المبردة تتقلص بتفاوت تاركة إجهادات متبقية.

## خطر الإجهادات المتبقية

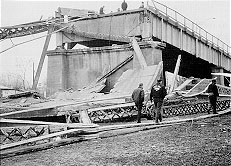
انهيار الجسر الفضي كما يرى من جانب أوهايو

كما ينتج عن عملية صب المعادن إجهادات متبقية كبيرة بسبب التبريد غير المتجانس. والإجهادات المتبقية هي السبب غالبا للانهيار المبكر للعناصر المهمة في الآليات، كما أنها العامل الأول في انهيار الجسر المعلق في الجسر الفضي في فيرجينيا الغربية في الولايات المتحدة في ديسمبر 1967. فقد أظهرت وصلات القضبان المصبوبة مستويات عالية من الإجهاد المتبقي التي ساهمت في نمو الشقوق والتصدعات. وعندما تصل الشقوق إلى أحجام حرجة فإنها تنمو كارثيا وعندها تبدأ البنية بالانهيار بالتتابع. ولأن البنية تنهار في أقل من دقيقة، فإن 46 سائقا ومسافرا في السيارات على الجسر في ذلك الوقت قتلوا عندما انهار الجسر وسقط في النهر.

## توظيف الإجهادات المتبقية

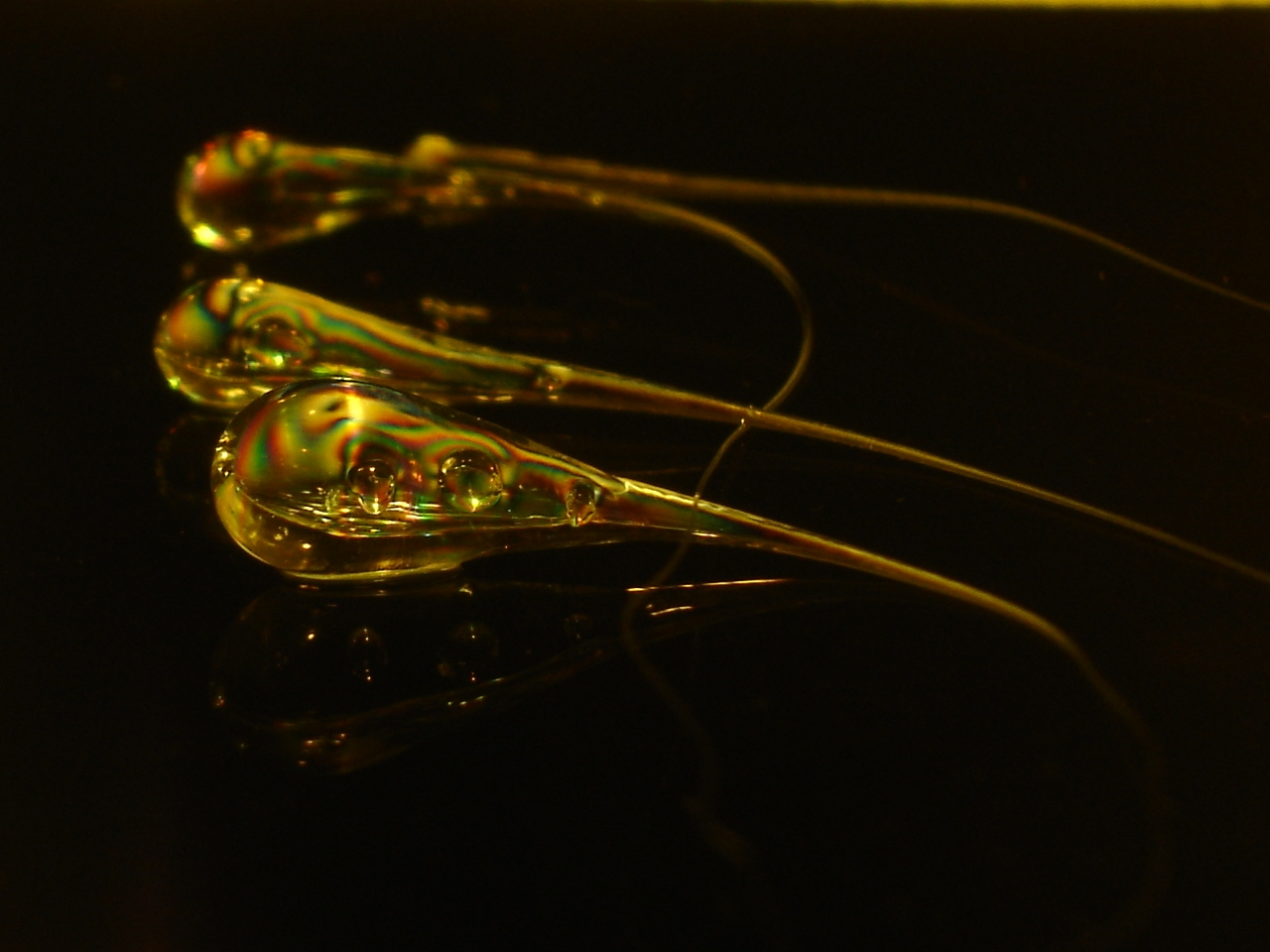
قطرة الأمير روبرت

تكون الإجهادات المتبقية غير المضبوطة عادة غير مرغوبة، ولكن إذا استطعنا الاستفادة منها وتوجيهها وضبطها فيمكننا الحصول على العديد من الميزات. مثلا، يعتمد مبدأ الزجاج الممتن (toughened glass) و الخرسانة المجهدة قبلا (pre-stressed concrete) على الإجهاد المتبقي لتجنب الانهيار نتيجة القصافة. وكمثال عن هذا التأثير يمكن الاستشهاد بقطرة الأمير روبرت (Prince Rupert's Drop) حيث تسقى (تغطس في الماء البارد بسرعة) قطرات الزجاج المصهور لتعطي طبقة خارجية متينة، ويتشكل داخل القطرة إجهادات داخلية متبقية كبيرة لدرجة أنها تتحمل الطرق بالمطرقة دون أن تنكسر، في حين أنها تنفجر في حال تضرر ذيلها حيث تفرغ الإجهادات الداخلية.
وفي وصلات البراغي (Bolted joints) يستخدم الإجهاد المتبقي لتجنب تعرض البراغي الفاعلة للتعب. كما أن التدرج في تشكل المارتنزيت يترك إجهادات متبقية في بعض السيوف فيعطي حواف السيوف حافات قاسية (خصوصا في سيوف كاتانا اليابانية) مما يمنع توسع الشقوق في الحافات.
تصنع السبطانة (ماسورة السلاح) في بعض أنواع الأسلحة بحشر أسطوانة داخل واحدة أخرى مما يجعل الأسطوانة الداخلية مضغوطة نحو الداخل في حين تشد الاسطوانة الأخرى نحو الخارج. هذه الإجهادات المتبقية تمنع تفتح الشقوق في السبطانة عند إطلاق النار.

## الوصلات الخارجية
- الإجهادات المتبقية من معهد اللحام بالإنكليزية